# Fonthip Watcharatrakul
Fonthip Watcharatrakul (tiếng Thái: ฝนทิพย์ วัชรตระกูล, phiên âm: Phon-thíp Vát-cha-ra-tơ-ra-cun, sinh ngày 19 tháng 07 năm 1990) còn có nghệ danh là Pook Look (ปุ๊กลุก), là một nữ diễn viên và người mẫu người Thái Lan. Cô từng đăng quang cuộc thi Hoa hậu Hoàn vũ Thái Lan năm 2010 và đại diện Thái Lan tham dự cuộc thi Hoa hậu Hoàn vũ 2010. Sau cuộc thi, cô bắt đầu tham gia lĩnh vực diễn xuất và là diễn viên độc quyền cho Đài Channel 7 (CH7) Thái Lan đến cuối 2018.

## Tiểu sử
Watcharatrakul sinh ra và lớn lên tại Bang Bo, Samut Prakan. Cô là con gái của Watcharapon Watcharatrakul và Daothip Watcharatrakul (mẹ mất tháng 8/2021), cô có người em gái tên Prangdao Watcharatrakul (Juk-Jik). Fonthip đã được giáo dục chủ yếu ở trường Ratwinit Bangkaeo ở Samut Prakan, Thái Lan. Bây giờ, cô đã học tại Khoa Nhân văn tại Đại học Ramkhamhaeng, Thái Lan.
Watcharatrakul đã dành vương miện Hoa hậu Hoàn vũ Thái Lan ngày 20/3/2010. Tháng 8/2010, cô đại diện Thái Lan tham gia Hoa hậu Hoàn vũ tổ chức tại Las Vegas và đã giành được 2 giải: "Hoa hậu Ảnh" (Miss Photogenic) và "Trang phục truyền thống đẹp nhất" (Best National Costume Award) nhưng cô không lọt vào Top 15 chung cuộc.
Sau khi trở thành Hoa hậu Hoàn vũ Thái Lan, Fonthip bắt đầu sự nghiệp diễn xuất của mình. cô tham gia vào hai dự án phim truyền hình trong năm 2010 đó là Phor Nu Pen Superstar và Khunphor Wanwaew. Vào năm 2012, cô đã tham dự mùa 1 của Bước nhảy hoàn vũ Thái Lan và đạt danh hiệu á quân của cuộc thi. Cùng với sắc đẹp và tài năng diễn xuất Fonthip dần khẳng định được bản thân trong lĩnh vực điện ảnh. Năm 2017, cô cũng góp mặt trong hai bộ phim là Mae Eye Sa Earn và Nine Hoy Ta Min. Năm 2018, cô tham gia phim Jao Sao Jum Yorm (Cô dâu bất đắc dĩ) đóng chung với Mick Tongraya, Mae Ai Sae Eun với Om Akapan, Nang Thip.
Cuối năm 2018, cô chính thức hết hợp đồng của Đài 7 và kí hợp đồng độc quyền tại đài PPTV36 đầu năm 2019. Cô có góp mặt phim đài One31 tên Ley Luang - Trò bịp cuộc đời.
Pooklook đã từng hẹn hò với nam diễn viên đài 7 Mike Pattaradet khoảng 5-6 năm, đến nay cả hai đang ở mối quan hệ bạn bè bình thường.

## Các bộ phim đã tùng tham gia

### Phim truyền hình
| Năm  | Tựa đề                                   | Vai                                       | Đóng với                                    | Đài    |
| ---- | ---------------------------------------- | ----------------------------------------- | ------------------------------------------- | ------ |
| 2010 | Por Noo Phen Superstar                   | Khách dự tiệc                             | (khách mời)                                 | CH7    |
| 2010 | Khun Por Whan Whaw                       | Ramida                                    | Veraparb Suparbpaiboon                      | CH7    |
| 2011 | Tawipob Hai thế giới                     | Prayong                                   | Rattapong Tanapat                           | CH7    |
| 2011 | Reun Lorm Ruk                            | Lomduen                                   | Kantapong Bamrongrak                        | CH7    |
| 2011 | Pleng Ruk Baan Nah                       | Sriphai                                   | Wongsakorn Poramathakorn                    | CH7    |
| 2012 | Mon Ruk Gae Bon                          | PangHorm / Jing Jork Ratree               | Tonont Wongboon                             | CH7    |
| 2012 | Ubathteehet                              | Niranut / "Nute"                          | Kantapong Bamrongrak                        | CH7    |
| 2013 | Suparboorut Ban Thung                    | Keaw                                      | Sith Thantipisitkul                         | CH7    |
| 2013 | Ruean Kalong                             | Kalong                                    | Wongsakorn Poramathakorn                    | CH7    |
| 2015 | Puean Pang Nàng Puean, nàng Paeng        | Paeng                                     | Sukollawat Kanarot                          | CH7    |
| 2015 | Roy Ruk Rang Kaen Ái tình và thù hận     | Mookrin (Mook) Kururath                   | Pataradet Sa-nguankwamdee                   | CH7    |
| 2016 | Atitha                                   | Kalong / Latika                           | Akkaphan Namart                             | CH7    |
| 2017 | Nai Hoi Tamin                            | Kumkaew                                   | Pataradet Sa-nguankwamdee                   | CH7    |
| 2018 | Mae Ai Sae Eun Tình khúc bi ai           | Daonil Puangkham / Daonil Pattradechachai | Akkaphan Namart                             | CH7    |
| 2018 | Jao Sao Jum Yorm Cô dâu bất đắc dĩ       | Maysarin (May) Chalumpoo - Thansaranpat   | Mick Tongraya                               | CH7    |
| 2018 | Nang Thip Oán nghiệp                     | Rawipreeya                                | Akkaphan Namart                             | CH7    |
| 2021 | Ley Luang Quản trị cuộc đời              | Ailada (Ai) Raksupapon                    | Jespipat Tilapornputt & Norraphat Vilaiphan | One 31 |
| 2022 | Wiwah Fah Laeb Hôn lễ chớp nhoáng        | Lalin                                     | Phakin Khamwilaisak                         | One 31 |
| 2023 | Patiharn Ruk Kỳ tích tình yêu            | Davika                                    | Puttichai Kasetsin & Yuke Songpaisan        | PPTV36 |
| 2023 | VIP Rak Sorn Chu Vị khách VIP (ver Thái) | Rinrada                                   | Nawat Kulrattanarak                         | One31  |

## Chương trình tham gia
| Năm  | Tựa           | Vai trò              | Đài               |
| ---- | ------------- | -------------------- | ----------------- |
| 2021 | The Wall Song | Người bí ẩn (Ep. 55) | WorkpointTV       |
| 2021 | Woody Show    | Khách mời (Ep. 33)   | CH7/Woody Youtube |
| 2021 | Sound Check   | Khách mời (Ep. 60)   | One31             |

## Giải thưởng và đề cử

### Giải thưởng quốc tế
| Năm  | Giải                         | Hạng mục                       | Kết quả          | Đề cử      |
| ---- | ---------------------------- | ------------------------------ | ---------------- | ---------- |
| 2016 | 21st Asian Television Awards | Best Actress in A Leading Role | Highly Commended | The Sister |

### Giải thưởng khác
| Năm                  | Giải                                   | Hạng mục                                 | Kết quả   | Đề cử                        |
| -------------------- | -------------------------------------- | ---------------------------------------- | --------- | ---------------------------- |
| 2009                 | Miss Photo Hut Fair 2009               | Miss Photo Hut                           | Won       |                              |
| 2009                 | Miss ACS DAY 2009                      | Miss Assumption College Sriracha         | Won       |                              |
| 2010                 | Miss Thailand Universe 2010            | Miss Thailand Universe 2010              | Won       |                              |
| Miss Photogenic      | Miss Thailand Universe 2010            | Won                                      |           |                              |
| Hoa hậu Hoàn vũ 2010 | Best National Costume                  | Won                                      |           |                              |
| Hoa hậu Hoàn vũ 2010 | Miss Photogenic                        | Won                                      |           |                              |
| Hoa hậu Hoàn vũ 2010 | Miss People's Choice Award             | Won                                      |           |                              |
| 2011                 | FHM 100 Sexiest Women in Thailand 2011 | 19th Sexy Star                           | Won       |                              |
| 2011                 | FHM 100 Sexiest Women in Thailand 2011 | The Sexiest Beauty Pageant in Thailand   | Won       |                              |
| 2011                 | Mthai Top Talk-About 2011              | Top Talk-About Lady 2011                 | Won       |                              |
| 2011                 | Star’s Choice Awards 2011              | Beautiful Hair                           | Won       |                              |
| 2012                 | Top Awards 2012                        | Best Actress In A Supporting Role        | Nominated | U-but-ti-hed                 |
| 2012                 | FHM 100 Sexiest Women in Thailand 2012 | 17th Sexy Star                           | Won       |                              |
| 2012                 | FHM 100 Sexiest Women in Thailand 2012 | The Sexiest Beauty Pageant in Thailand   | Won       |                              |
| 2012                 | The Nine Fever Awards                  | Beauty Queen Fever                       | Won       |                              |
| 2013                 | Bước nhảy hoàn vũ Thailand             | Winner of Dancing With The Star Thailand | Nominated | Á quân                       |
| 2013                 | Hairworld festival 2013                | Best Female's Healthy Hair Award         | Won       |                              |
| 2013                 | FHM 100 Sexiest Women in Thailand 2013 | 8th Sexy Star                            | Won       |                              |
| 2013                 | FHM 100 Sexiest Women in Thailand 2013 | The Sexiest Beauty Pageant in Thailand   | Won       |                              |
| 2013                 | Siamdara Star’s Light Awards 2013      | Eye Attrack                              | Nominated |                              |
| 2013                 | Siamdara Star’s Light Awards 2013      | The Sexiest Beauty Pageant               | Won       |                              |
| 2013                 | Siamdara Star’s Light Awards 2013      | 5th Sexy Star                            | Won       |                              |
| 2013                 | Daradaily The Great Awards 2013        | Best Actress In A Leading Role           | Nominated | Kalong - House               |
| 2013                 | Daradaily The Great Awards 2013        | Hot Girl of the year                     | Nominated |                              |
| 2013                 | MThai Top Talk-About 2014              | Top Talk About Actress                   | Nominated |                              |
| 2013                 | Kazz Awards 2014                       | Most Popular Actress                     | Nominated |                              |
| 2013                 | Kazz Awards 2014                       | Popular Actress                          | Won       |                              |
| 2013                 | Nine Entertain Awards 2014             | Best Actress In A Leading Role           | Nominated | Kalong - House               |
| 2013                 | Siamdara Stars Awards 2014             | Darling Of Siamdara                      | Won       |                              |
| 2013                 | Ok!Giải 2014                           | Hair blink By Mark Thawin                | Won       |                              |
| 2013                 | Siamdara Star’s Light Awards 2014      | Hair Hearttrob                           | Nominated |                              |
| 2013                 | Siamdara Star’s Light Awards 2014      | 5th Sexy Star                            | Won       |                              |
| 2015                 | Maya Awards 2015                       | Sexy Star Popular Vote                   | Won       |                              |
| 2015                 | Kazz Awards 2015                       | Darling of Kazz Magazine                 | Won       |                              |
| 2015                 | Ok!Giải 2015                           | Audacious Beauty By NARS                 | Won       |                              |
| 2015                 | Daradaily The Great Awards 2015        | Best Actress In A Leading Role           | Nominated | The Sister                   |
| 2015                 | Daradaily The Great Awards 2015        | Hot Girl of the year                     | Nominated |                              |
| 2015                 | Siamdara Star’s Light Awards 2015      | 3rd Sexy Star                            | Won       |                              |
| 2016                 | Ratchabundittayasapa Prize 2016        | Best Actress In A Leading Role           | Won       | The Sister                   |
| 2016                 | Mthai Top Talk-About 2016              | Top Talk-About Actress 2016              | Won       | The Sister                   |
| 2016                 | 13th Kom Chad Luek Awards              | Best Actress In A Leading Role           | Nominated | The Sister                   |
| 2016                 | 30th Golden Televisions Awards         | Best Actress In A Leading Role           | Nominated | The Sister                   |
| 2016                 | Mekhala Star Awards                    | Popular Actress                          | Won       |                              |
| 2016                 | Kazz Awards 2016                       | Best Actress In A Leading Role           | Won       | The Sister                   |
| 2016                 | Kazz Awards 2016                       | Special Awards The ฺBang Girls            | Won       |                              |
| 2016                 | Kazz Awards 2016                       | Popular Actress                          | Nominated |                              |
| 2016                 | Nine Entertain Awards 2016             | Best Actress In A Leading Role           | Won       | The Sister A Passionate Love |
| 2016                 | 7th Nataraj Award                      | Best Actress In A Leading Role           | Nominated | The Sister                   |
| 2016                 | Siamdara Star Awards 2016              | Best Actress In A Leading Role           | Won       | A Passionate Love            |
| 2016                 | Maya Awards 2016                       | Popular Actress                          | Nominated |                              |
| 2016                 | Maya Awards 2016                       | Popular Sexy Star                        | Nominated |                              |
| 2016                 | Ok!Giải 2016                           | Media Darling                            | Won       |                              |
| 2016                 | Sudsapda Cuddly Women 2016             | Cuddly Women                             | Won       |                              |